# 同起街

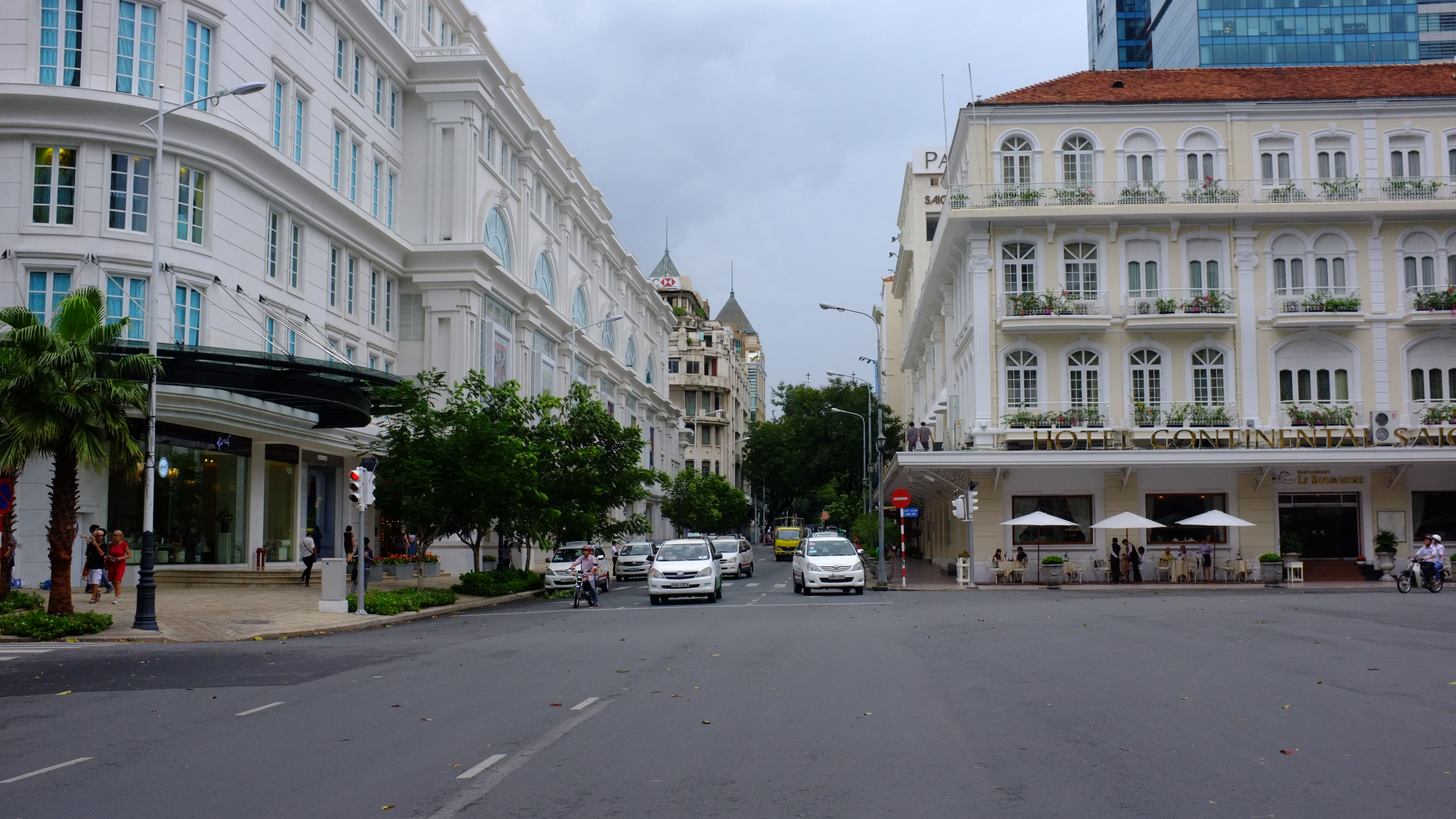
阮惠街

同起街（越南语：Đường Đồng Khởi），旧名卡提拿街（法语：rue Catinat）、自由街（越南语：đường Tự Do），是越南胡志明市最繁华的一条街道，是豪华商店、酒店和购物中心的集中地。
卡提拿街得名于参与19世纪中叶法国控制越南的军舰“卡提拿号”，而卡提拿号又得名于17世纪和18世纪的法国元帅尼古拉斯·卡提拿。1954年法国殖民时期结束后更名为自由街（越南语：đường Tự Do），1975年再度更名为同起街。
同起街长630米，开始于西貢聖母聖殿主教座堂前的巴黎公社广场，穿过蓝山广场（Công trường Lam Sơn），枝陵公园（công viên Chi Lăng），结束于西贡河边的孙德胜街（đường Tôn Đức Thắng）。
这条街上保留有一些著名的殖民时期建筑：
- 西貢聖母聖殿主教座堂
- 西貢歐陸飯店（Hotel Continental Saigon；越南语：Khách sạn Continental）
- 華麗飯店（Hotel Majestic），位于此街与西贡河汇合处，建于1925年
- 格兰饭店（法语：Grand Hôtel (Hô Chi Minh-Ville)）（Grand Hotel）
- 帆船酒店（Caravelle Hotel）
- 咖啡宫（Palais Cafe）[1]
- 胡志明市大劇院（Nhà hát Thành phố Hồ Chí Minh）

## 圖集

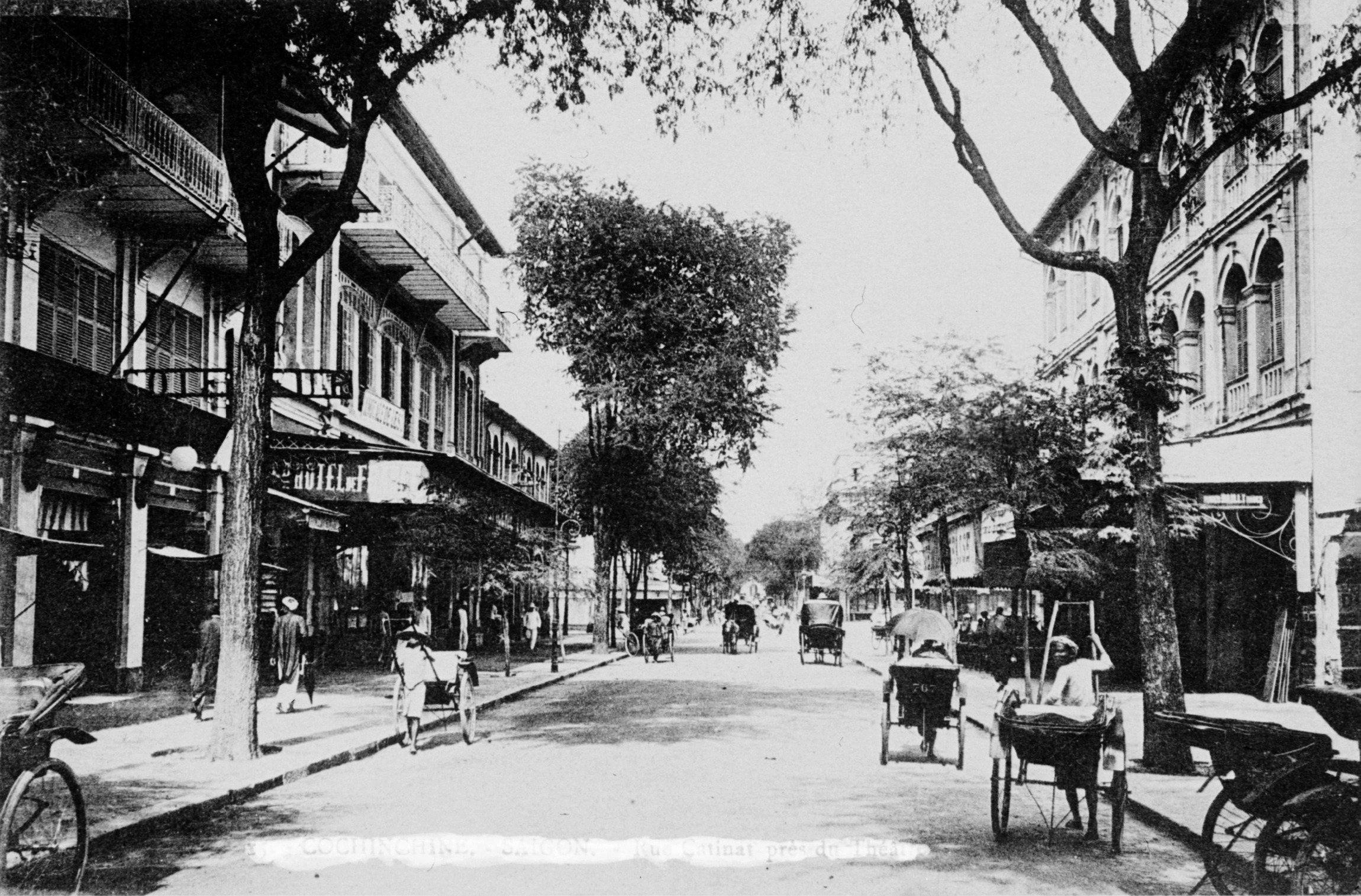
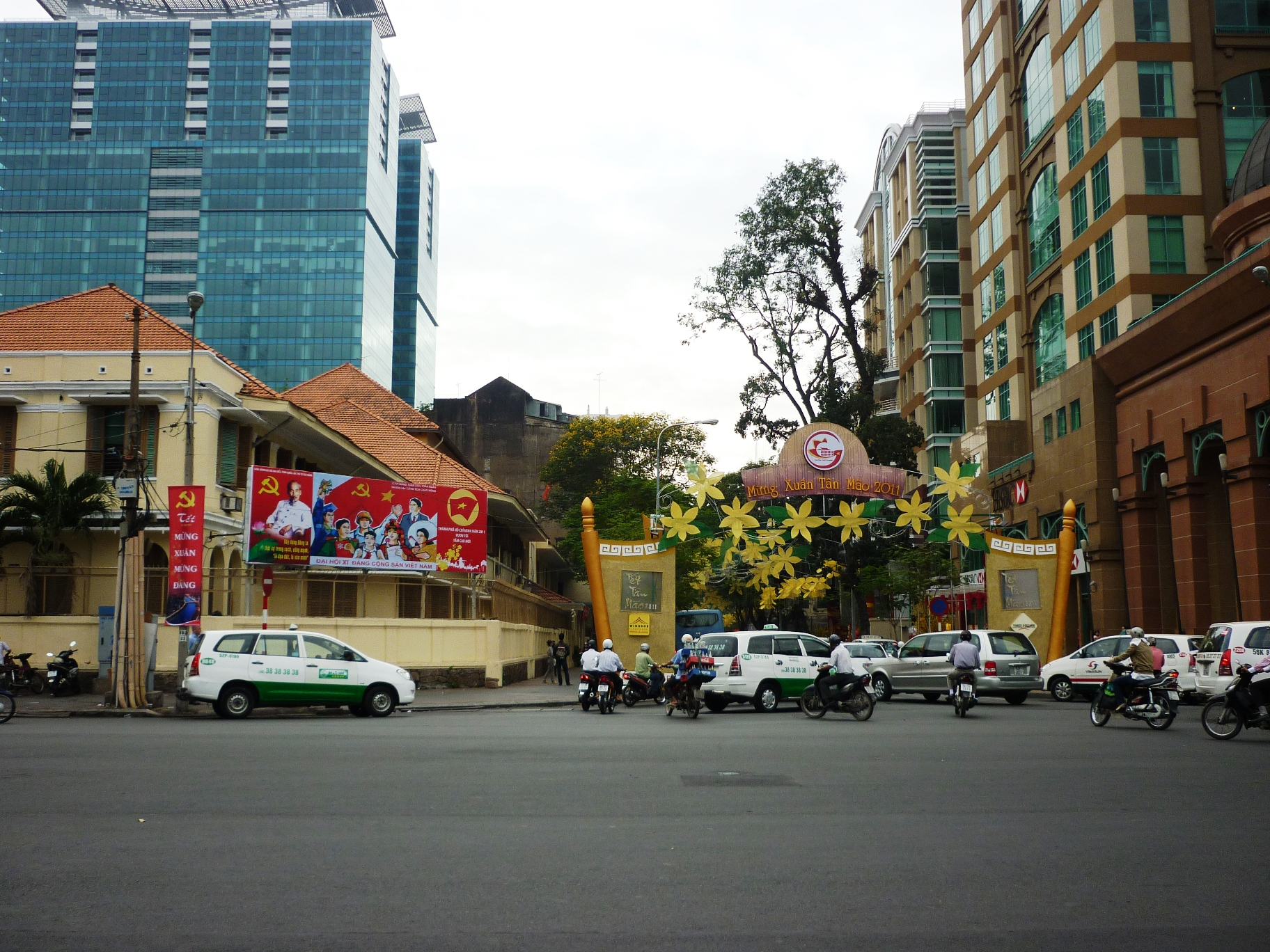
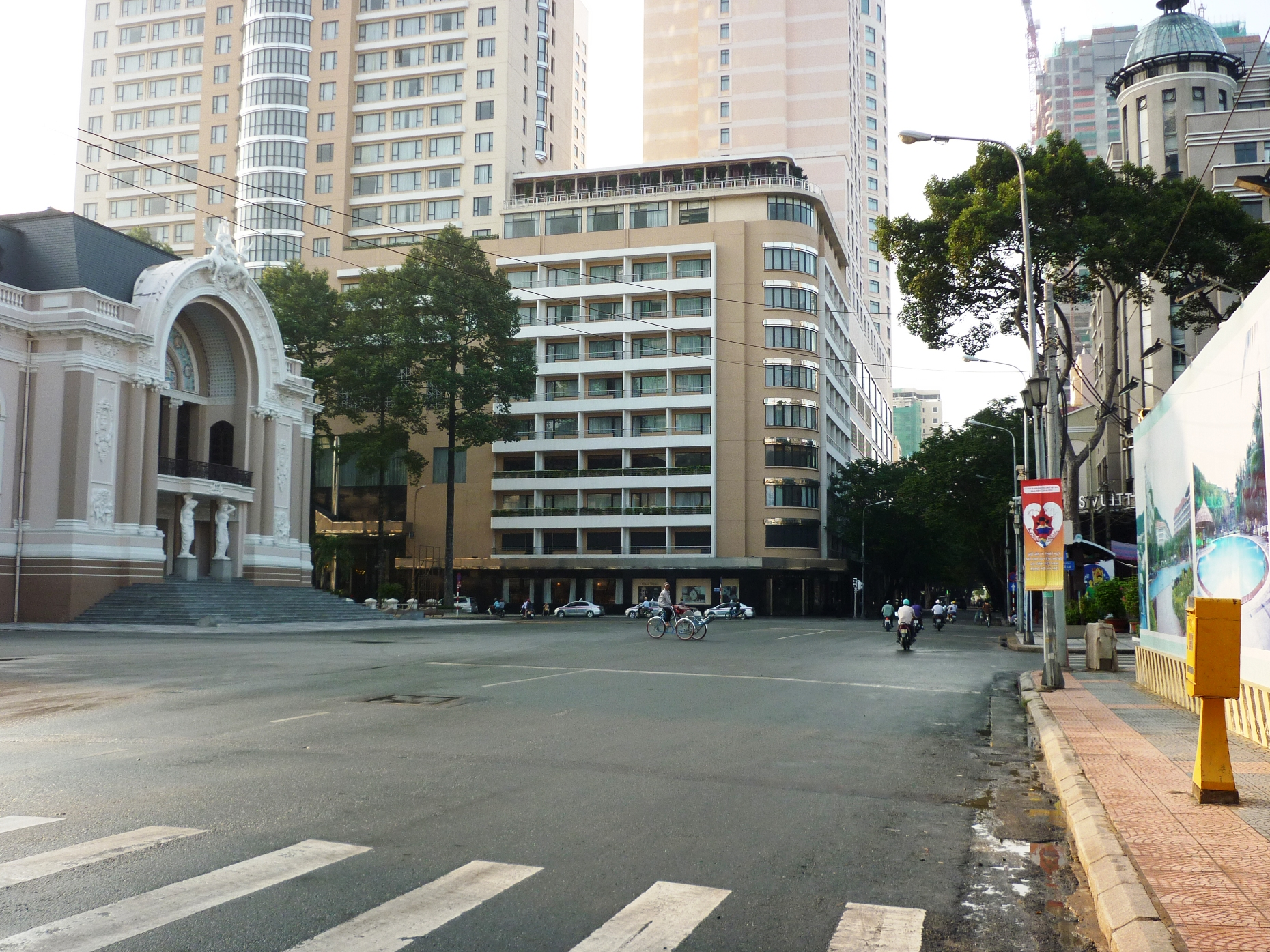
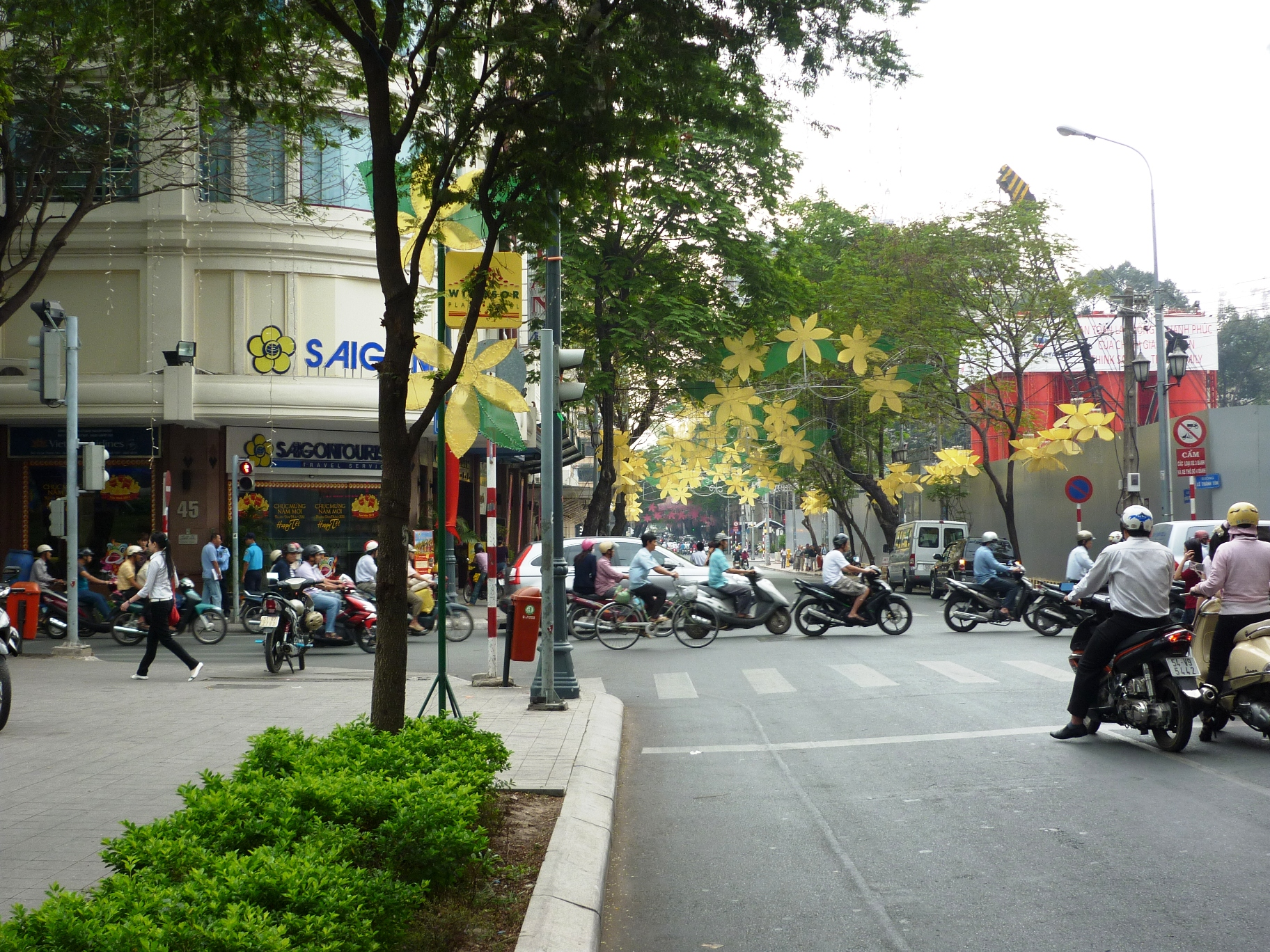
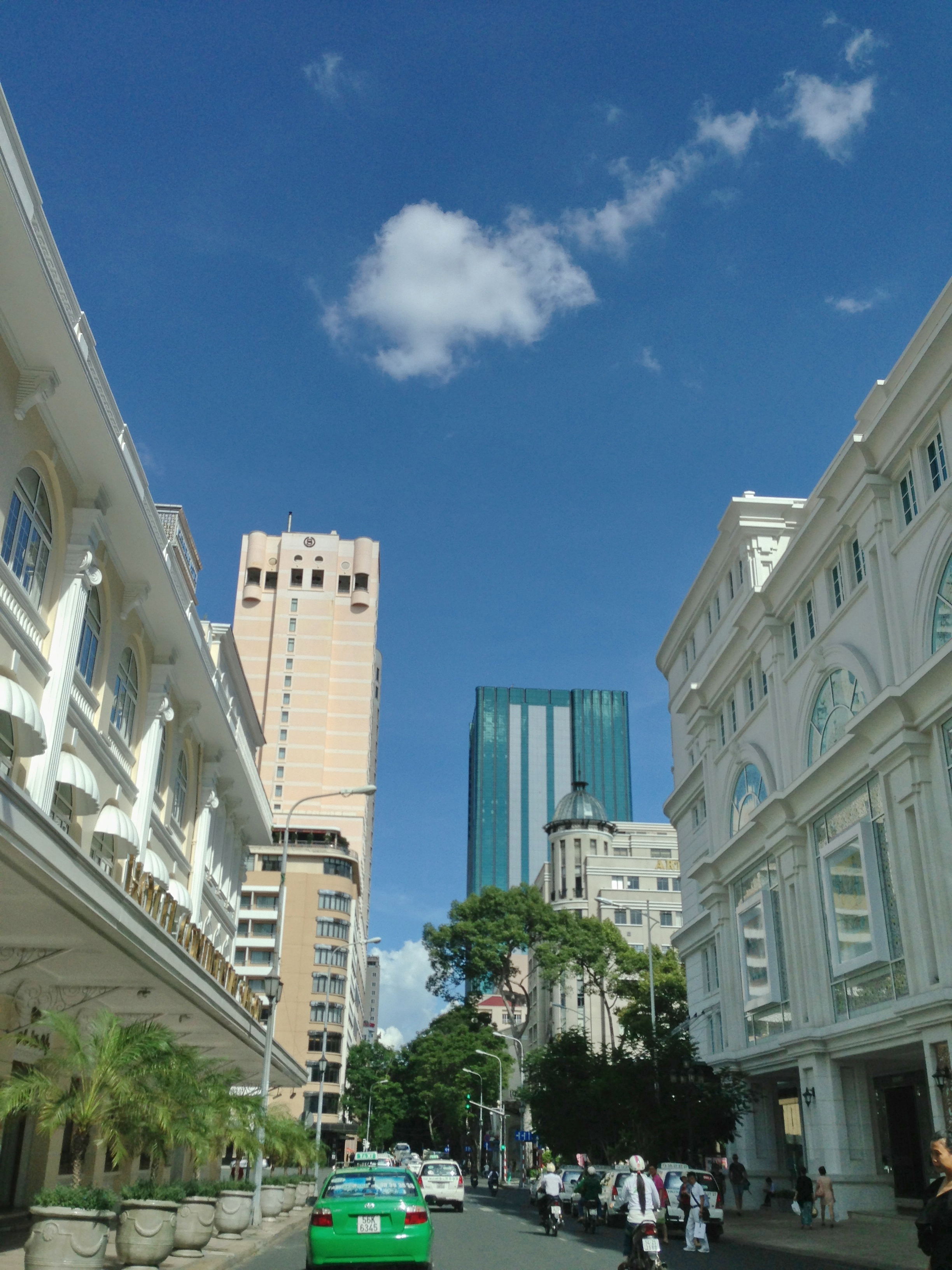
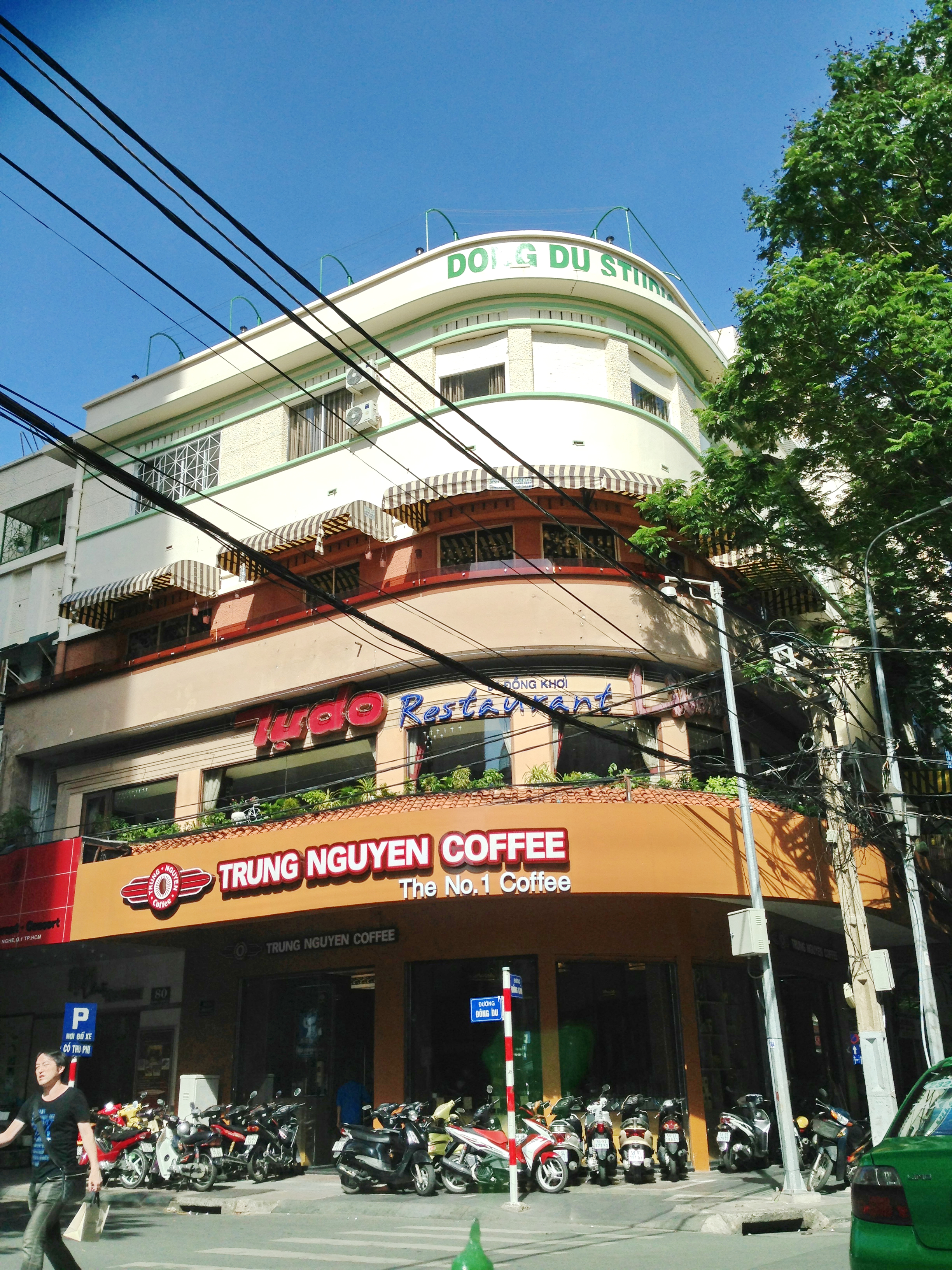